# Bogliarka
Bogliarka (hongrois : Boglárka) est un village de Slovaquie situé dans la région de Prešov.

## Histoire
Première mention écrite du village en 1454.

## Démographie

### Évolution de la population
| Année:               | 1994. | 2004.    | 2014.    | 2024.    |
| -------------------- | ----- | -------- | -------- | -------- |
| Nombre de personnes: | 172   | 154      | 123      | 102      |
| Différence:          |       | -10,46 % | -20,12 % | -17,07 % |

| Année:               | 2023. | 2024.   |
| -------------------- | ----- | ------- |
| Nombre de personnes: | 98    | 102     |
| Différence:          |       | +4,08 % |